# Liste der Biografien/Schwad
Liste der Biografien |
Portal Biografien |
Personensuche
# |
A |
B |
C |
D |
E |
F |
G |
H |
I |
J |
K |
L |
M |
N |
O |
P |
Q |
R |
S |
T |
U |
V |
W |
X |
Y |
Z |
?
 
Sa |
Sb |
Sc |
Sd |
Se |
Sf |
Sg |
Sh |
Si |
Sj |
Sk |
Sl |
Sm |
Sn |
So |
Sp |
Sq |
Sr |
Ss |
St |
Su |
Sv |
Sw |
Sy |
Sz
 
Sca–Sce |
Sch |
Sci–Scz
 
Scha |
Schc |
Schd |
Sche |
Schg |
Schi |
Schj |
Schk |
Schl |
Schm |
Schn |
Scho |
Schp |
Schr |
Schs |
Scht |
Schu |
Schv |
Schw |
Schy
 
Schwa |
Schwe |
Schwi |
Schwo |
Schwu |
Schwy
 
Schwaa |
Schwab |
Schwac |
Schwad |
Schwae |
Schwag |
Schwah |
Schwai |
Schwak |
Schwal |
Schwam |
Schwan |
Schwap |
Schwar |
Schwas |
Schwat |
Schwau |
Schwaz
Die Liste der Biografien führt alle Personen auf, die in der deutschsprachigen Wikipedia einen Artikel haben. Dieses ist eine Teilliste mit 9 Einträgen von Personen, deren Namen mit den Buchstaben „Schwad“ beginnt.

## Schwad

### Schwade
- Schwade, Hans (1915–1991), deutscher Politiker (CDU), MdL
- Schwaderer, Carla (* 1991), deutsche Jugenddarstellerin
- Schwaderlapp, Dominikus (* 1967), deutscher Geistlicher, römisch-katholischer Weihbischof in KölnDominikus Schwaderlapp (* 1967)

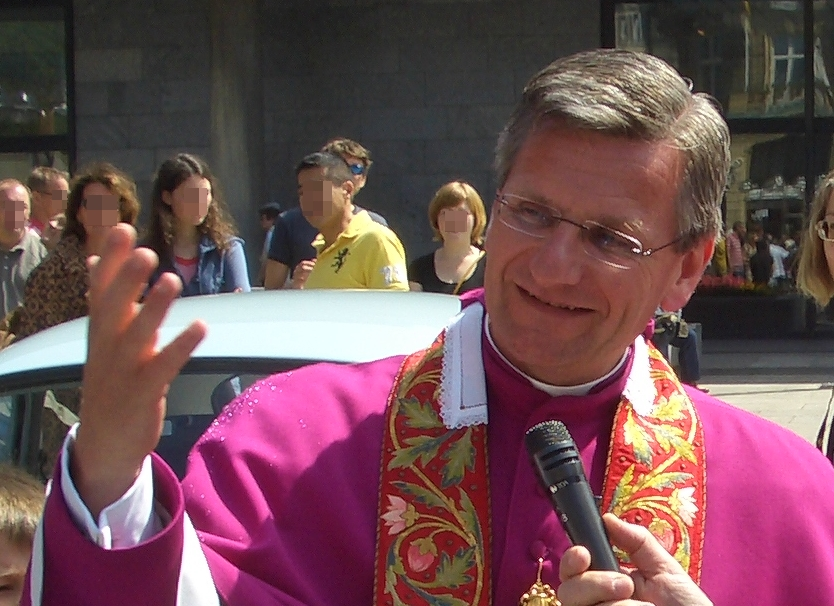
Dominikus Schwaderlapp (* 1967)

- Schwaderlapp, Werner (* 1950), deutscher Medienexperte

### Schwado
- Schwadorf, Jules (* 1992), deutscher Fußballspieler

### Schwadr
- Schwadron, Abraham (1878–1957), österreichisch-israelischer Schriftsteller, Bibliophiler und Autographensammler
- Schwadron, Ernst (1896–1979), österreichischer Innenarchitekt
- Schwadron, Schalom (1912–1997), israelischer Ultraorthodoxer jüdischer Gelehrter

### Schwadt
- Schwadtke, Karl-Heinz (1925–1986), deutscher Schifffahrtshistoriker und Sachbuchautor